# كارل ويتني
كارل ويتني (بالإنجليزية: Carl Whitney)‏ هو لاعب كرة قاعدة أمريكي، ولد في 7 سبتمبر 1913، وتوفي في 1986.